# Сборная Японии по хоккею с шайбой
Сборная Японии по хоккею с шайбой представляет Японию на международных турнирах по хоккею с шайбой.
Управляется японской федерацией хоккея. Создана в 1929. В настоящее время команда выступает в первом дивизионе чемпионата мира. Япония никогда не была лидером в хоккейном мире. На данный момент занимает 24-ю строчку в хоккейном рейтинге ИИХФ. Японская сборная выступала в высшем дивизионе чемпионата мира в 1998—2004 годах, когда место в турнире автоматически получал победитель «дальневосточной квалификации». Япония чаще всего занимала последнее место на чемпионате, и с тех пор, как правила изменились, она ни разу не играла в главном турнире.

## Достижения
В 1930 дебютировала на международной арене. На чемпионате мира сыграла один матч(Польша-0:5). Участвовала на зимней олимпиаде-1936, но заняла в первом раунде в своей группе последнее (III) место и дальше не прошла.
В 1957 приняла участие в чемпионате мира. Заняла на нём последнее (VIII) место.
В 1960 вновь принимала участие на зимней олимпиаде. Заняла последнее место в своей группе, но в борьбе за 7-9-е места опередила Австралию и стала восьмой.
В 1972 вновь попала на зимнюю олимпиаду. Проиграла предварительный турнир, но в борьбе за VII—XI места заняла девятое место, опередив сборные Швейцарии и Югославии.
В 1976 — участник зимней олимпиады. Проиграла предварительный турнир. В турнире за VII—XII места заняла IX место, опередив сборные Югославии, Швейцарии и Болгарии.
В 1980 вновь участвовала на зимней Олимпиаде. В своей группе заняла последнее место.
В 1998 последний раз была участником зимней олимпиады. Прошла в турнир как хозяйка турнира. В своей группе заняла последнее место. Заняла XIII место, опередив сборную Австрии.
В этом же году участвовала на чемпионате мира. В своей группе заняла последнее место.
В 1999 участвовала на очередном мировом первенстве. Прошла в турнир через квалификацию. В своей группе заняла последнее место.
В 2000 попала на новый чемпионат через квалификацию. Заняла в своей группе последнее место. В утешительном этапе также заняла последнее место.
В 2001 вновь участник мирового первенства. Прошла через квалификацию. Заняла в своей группе последнее место. Заняла последнее место в утешительном этапе.
В 2002 в пятый раз подряд участник чемпионата мира. Прошла через квалификацию. Заняла последнее место в своей группе. Заняла последнее место в утешительном этапе.
В 2004 последний раз участвовала в чемпионате мира. Заняла последнее место в своей группе. Заняла XV место, опередив команду Франции.
В 2011 году не участвовала из-за землетрясения в Японии и получила путёвку на участие в следующем году.
В 2014 году остановилась в шаге от попадания в топ-дивизион, ей не хватило одного очка, которое она уступила сборной Венгрии (для которой этот матч уже ничего не решал) в последнем для себя матче турнира, проиграв по буллитам.